# Laurent Robuschi
Laurent Robuschi est un footballeur puis entraîneur français né le 5 octobre 1935 à Nice (Alpes-Maritimes). Comptant 5 sélections avec l'équipe de France, il participe à l'Euro 1964  et la Coupe du monde 1966 en Angleterre.

## Biographie
Il signe sa première licence en 1948 la section football de la Semeuse, patronage de Nice. Il y est entraîné par Raoul Chaisaz. Joueur de petit gabarit, on le dit "solide sur ses jambes" et du "genre teigneux". Il poursuit son ascension en signant à l'ASPTT Nice puis à l'AS Monaco avant de rejoindre, en 1959, les Girondins de Bordeaux.
Attaquant aux Girondins de Bordeaux, il est sélectionné cinq fois en équipe de France, de 1962 à 1966.
Il est le grand-père d'Anthony Gonzalez, leader et fondateur du groupe M83.

## Palmarès
- International français A de 1962 à 1966 (5 sélections)
- Présélectionné pour la Coupe du monde en 1966
- Finaliste de la Coupe de France en 1964 avec les Girondins de Bordeaux
- Vice-Champion de France en 1965 et 1966 avec les Girondins de Bordeaux.